# Юрий Сурин
Юрий Сурин е руски футболист и лекоатлет, живял и състезавал се в България през 20-те години на XX век.

## Биография
По време на Гражданската война в Русия е част от белогвардейския корпус на генерал Александър Кутепов. Част е от отбора на ФК Галиполи, който играе приятелски мачове с български футболни клубове. Сурин е резервен вратар, а титуляр е бившият национал на Руската империя Александър Мартинов.
Сурин остава в България, като става част от Слава (София). След обединението на отбора с Атлетик остава в сформирания АС-23 и играе за отбора до 1926 г. Запазена е информация за участие на Сурин в мач с Левски (София) от 22 май 1926 г., загубен с 1:3. Според репортажа на вестник „Спорт“ руснакът е играл слабо на вратата и носи вина за два от допуснатите голове.
Освен това се състезава в спринта на 110 метра с препятствия, като през 1927 г. е национален шампион с време от 17 секунди. Част е и от щафетата на България на 4x100 метра.
През 1927 – 1928 г. е вратар на отбора на РСО Париж, съставен от руски емигранти във Франция.